# Al-Jihad
Al-Jihad eller Ægyptisk islamsk jihad er en ægyptisk islamistisk gruppe, som har været aktiv siden slutningen af 1970'erne. Siden 1991 har gruppen blevet ledet af Ayman al-Zawahiri. Organisationens oprindelige mål var at styrte den ægyptiske regering og erstatte den med en islamisk stat. Senere udvidede de deres mål til at inkludere angreb på USA og Israels interesser i Egypten og i andre lande. Organisationen er nu indgået i al-Qaeda.

## Organisationsstruktur
Organisationen har en blind-celle-struktur, dvs. at medlemmer i en gruppe ikke kender til identiteten eller aktiviteterne i andre celler. På den måde kan et medlem, som bliver taget til fange, ikke komme til at røbe resten af medlemmerne i organisationen. Men det lykkedes de ægyptiske myndigheder at fange en af lederne, som havde lister over alle de andre medlemmers navne lagret på en computer. Der fandt man opført hvert medlems adresse, falske navne og potentielle skjulesteder. På det grundlag lykkedes det at arrestere over 800 medlemmer af al-Jihad-gruppen uden at et eneste skud blev affyret. 

## Terror udført af organisationen
I august 1993 forsøgte Al-Jihad at dræbe den ægyptiske indenrigsminister, Hasan al-Alfi, som var leder af kampen mod militante islamister og deres terrorkampagne. En bombe på en motorcykel eksploderede tæt ved ministeren bil og dræbte selvmordsbomberen, men ikke ministeren. Dette angreb var den første gang sunni-islamister gjorde brug af selvmord for at nå deres mål. Nogle måneder senere, i november 1993, prøvede Al-Jihad at udføre et andet attentat, som denne gang skulle dræbe Egyptens statsminister, Atef Sidqi. Bilbomben som skulle dræbe ham, eksploderede i nærheden af en pigeskole i Kairo, som ministeren skulle køre forbi. Ministeren var beskyttet af sin pansrede bil og blev ikke skadet ved eksplosionen, men den sårede 21 mennesker og dræbte en lille skolepige. De ægyptiske myndigheders reaktion var at arrestere 280 medlemmer af organisationen, hvoraf de 6 fik en dødsdom. I juni 1995 iværksatte organisationen et attentat, som skabte et endnu større tilbageslag for dem. De ville ramme Egyptens præsident, Hosni Mubarak, mens han var i Etiopien på en konference, og angrebet blev planlagt gennem mere end et år. For at få våben til attentatet fik de hjælp fra den sudanske efterretningstjeneste, som smuglede våbnene ind på ambassaden i Etiopien. Desværre for dem blev dette angreb forhindret af fejl ved en granatkaster og af, at præsidenten kørte i en pansret limousine. Den 19. november 1995 bombede organisationen den ægyptiske ambassade i Islamabad, hvorved de dræbte 16 og sårede 60 personer. Angrebet var en prototype for, hvordan fremtidige angreb fra deres søsterorganisation, al-Qaeda, skulle komme til at se ud.